# Dezvoltarea capitalismului în Rusia
Dezvoltarea capitalismului în Rusia (în rusă Развитие капитализма в России, transliterat: Razvitie kapitalizma v Rossii) este o carte scrisă de către Vladimir Lenin în timp ce se afla în exil, în Siberia, in anul 1899, anul următor având să fie eliberat.

## Ediție
- Lenin, V.I. (1961): Opere complete, vol. 3, Editura Politică, București